# Bunuri mobile din domeniul etnografie clasate în patrimoniul cultural național al României aflate în județul Satu Mare
Acestă listă conține bunurile mobile din domeniul etnografie clasate în Patrimoniul cultural național al României aflate la momentul clasării în județul Satu Mare.

## Tezaur
| Foto | Informații generale                      | Detalii tehnice | Descriere | Deținător             | Legături |
| ---- | ---------------------------------------- | --- | --- | --------------------- | -------- |
|      | Sfeșnic                                  | Datare: 1892? Dimensiuni: DG: 21; Î: 26 Material: lut, angobă, smalț | | Muzeul Județean, Satu | Cimec    |
|      | Ulcior de nuntă                          | Datare: sf. sec. XIX Dimensiuni: Db: 26; Î: 30 Material: lut, angobă, smalț | | Muzeul Județean, Satu | Cimec    |
|      | Ol de Vama cu brâie                      | Datare: încep. sec. XX Dimensiuni: Dg: 6; Db:16; Î: 40 Material: Frământat prin călcare; modelat la roată; angobare; smălțuire; decorat | | Muzeul Județean, Satu | Cimec    |
|      | Ol cu brâie                              | Datare: 1898 Dimensiuni: Dg: 6; Db: 14; Î: 39 Material: lut, angobă, frământat prin călcare; modelat la roată; decorat cu aplicații de lut și zgrafitare | | Muzeul Județean, Satu | Cimec    |
|      | Blid                                     | Datare: încep. sec. XX Material: Lut; angobă; smalț; frământat prin călcare; modelat la roată; angobare; smălțuire; decorat cu cornul | | Muzeul Județean, Satu | Cimec    |
|      | Ol cu brâie                              | Datare: prima jumătate a sec XX Material: lut, angobă, smalț, pigmenți naturali, frământare, modelare, ardere, colorat și decorat cu pensula ; decorat cu aplicații de lut | | Muzeul Județean, Satu | Cimec    |
|      | Ol cu brâie                              | Datare: prima jumătate a sec XX Dimensiuni: Db: 15; Î: 39 Material: lut, angobă, smalț, pigmenți naturali, frământare, modelare, ardere, decorat cu aplicații de lut | | Muzeul Județean, Satu | Cimec    |
|      | Prohodul Domnului Autor: necunoscut      | Descoperit: jud. SATU MARE Material: sticlă, tempera, tuș, foiță de aur, soluții de fixare (albuș de ou, oțet), lemn de brad | În prim plan, corpul lui Iisus pe un giulgiu; central, Maria îndoliată, cu aureolă, îmbrăcată în maforion roșu, cu mâinile împreunate a rugă având de o parte și de alta două femei Sfinte, cu aureole, îmbrăcate în veșminte albe cu maforioane roșii. În plan superior pe fond albastru deschis, o cruce, încadrată de motive florale stilizate. Cromatica: albastru, roșu, alb, galben ocru, alb roz, negru. Rama este din lemn de brad. | Muzeul Județean, Satu | Cimec    |
|      | Isus pe cruce Autor: necunoscut          | Descoperit: jud. SATU MARE Material: sticlă, tempera, tuș, foiță de aur, soluții de fixare (albuș de ou, oțet), lemn de brad | Icoana reprezintă răstignirea lui Isus. De o parte și alta a crucii sunt reprezentați Maria și Ioan. În partea superioară o bordură realizată cu motivul "dinți de lup": verde în interior și albastru în exterior. Coromatică: roșu, albastru, alb, verde. | Muzeul Județean, Satu | Cimec    |
|      | Nașterea Domnului Autor: necunoscut      | Descoperit: jud. SATU MARE, com. APA Material: sticlă de glăjărie, tempera, tuș, foiță de aur, soluții de fixare (albuș de ou, oțet), lemn de brad | Icoana prezintă scena nașterii Mântuitorului. Astfel apar Iisus, Fecioara Maria, Iosif. Scena este simlificată, staulul este reprezentat printr-un perete cu o fereastră. Scena este încadrată de un chenar pe trei laturi cu s-uri în interior (zăluțe - motiv specific centrului iconar de la Nicula). Fecioara Maria este reprezentată întinsă pe un pat la baza căruia se află Pruncul, totul pe un fundal pictat cu dreptunghiuri de diferite culori. Cromatica: albastru ultramarin, ocru , alb, maro, verde, negru, auriu. | Muzeul Județean, Satu | Cimec    |
|      | Sfântul Nicolae Autor: necunoscut        | Descoperit: jud. SATU MARE, com. APA Material: sticlă de glăjărie, tempera, tuș, foiță de aur, soluții de fixare (albuș de ou, oțet), lemn de brad | Icoana îi prezintă pe Sf. Nicolae, episcop din Patara (patronul copiilor), așezat pe un tron, înveșmântat în haine de mare arhiereu, binecuvântând cu dreapta și Evanghelia închisă în stânga. Sfântul este încadrat de o parte și de cealaltă de doi îngeri. Fondul este încărcat cu benzi de culoare, linii în val. Încărcarea fondului cu ornamente s-a făcut în momentul în care temele iconografice s-au transpus de pe iconele de dimensiuni mici pe cele mari. Cromatica: roșu,albastru, verde deschis, alb, gri, negru, auriu. | Muzeul Județean, Satu | Cimec    |
|      | Mihail și Gavril Autor: necunoscut       | Descoperit: jud. SATU MARE, com. APA Material: sticlă de glăjărie, tempera, tuș, foiță de aur, soluții de fixare (albuș de ou, oțet), lemn de brad | Temă inspirată din Biblie, îi înfățișează pe Sfinții Arhangheli Mihail și Gavriil, ținând fiecare cu câte o mână globul pământesc cu cruce deasupra. În mâna cealaltă Arhanghelul Mihail ține o ramură cu frunze. În registrul superior, în mijloc se află Ochiul Tatălui Ceresc încadrat în triunghi și înconjurat de un nor, temă frecventă în iconografia ortodoxă. În registrul inferior este sugerat un mozaic pavimentar. Pelerinele, cu falduri ample, vibrante, echilibrează compoziția. Cromatica: roșu, albastru, verde deschis, maron, alb, gri, negru, auriu. Sticla este crăpată în colț dreapta jos. | Muzeul Județean, Satu | Cimec    |
|      | Ol de nănaș                              | Datare: 1/2 sec. XX Descoperit: jud. SATU MARE, CEHAL Dimensiuni: Î: 29 cm Material: Vas ceramic realizat din lut frământat și prelucrat la roata olarului, angobat, nesmălțuit în exterior și smălțuit în interior și la buză. Ornamentele sunt realizate cu coloranți naturali. Uscarea vasului s-a făcut treptat, a urmat lustruirea și apoi o ar                 | Ulcior de formă cilindrică, corp bombat, baza îngustă, gât înalt și buza mărită puțin, cu toartă pe care este aplicat un orificiu prin care se bea. La buză are un ciur găurit pentru a împiedica pătrunderea impurităților și insectelor în vas. În interiorul vasului există o biluță ceramică care are rolul de a curăța pereții vasului (zurgalău). Este decorat cu motive florale și geometrice dispuse simetric pe toată suprafața vasului. Culoarea vasului este dată de folosirea unei angobe albe peste lutul ars (lut extras de pe dealurile Tășnadului). Acest tip de angobare este caracteristic ceramicii de Tășnad care în tradiția populară este denumit „vas cu sită sau pânzat”. Datorită acestei angobe mate, lichidul din vas își păstrează temperatura inițială. Ornamentele sunt de culoare maro, iar la buză și la orificiul situat pe toartă s-a folosit un smalț de culoare verde.                                                                                           | Muzeul Județean, Satu | Cimec    |
|      | Ol de nănaș                              | Datare: 1/2 sec. XX Descoperit: jud. SATU MARE, TĂȘNAD Dimensiuni: Î: 27,2 cm Material: Vas ceramic realizat din lut frământat și prelucrat la roata olarului, angobat, nesmălțuit în exterior și smălțuit în interior și la buză. Ornamentele sunt realizate cu coloranți naturali. Uscarea vasului s-a făcut treptat, a urmat lustruirea și apoi o ar              | Ulcior de formă cilindrică, corp bombat, baza îngustă, gât înalt și buza mărită puțin, cu toartă pe care este aplicat un orificiu prin care se bea. La buză are un ciur găurit (6 orificii) pentru a împiedica pătrunderea impurităților și insectelor în vas. În interiorul vasului există o biluță ceramică care are rolul de a curăța pereții vasului (zurgalău). Este decorat cu motive florale și geometrice dispuse simetric pe toată suprafața vasului. Culoarea vasului este dată de folosirea unei angobe albe peste lutul ars (lut extras de pe dealurile Tășnadului). Acest tip de angobare este caracteristic ceramicii de Tășnad care în tradiția populară este denumit „vas cu sită sau pânzat”. Datorită acestei angobe mate, lichidul din vas își păstrează temperatura inițială. Ornamentele sunt de culoare maro, iar la buză și la orificiul situat pe toartă s-a folosit un smalț de culoare verde.                                                                              | Muzeul Județean, Satu | Cimec    |
|      | Ol de nănaș                              | Datare: 2/4 sec. XX Descoperit: jud. SATU MARE, com. SĂCĂȘENI, CHEGEA Dimensiuni: Î: 33 cm Material: Vas ceramic realizat din lut frământat și prelucrat la roata olarului, angobat, nesmălțuit în exterior și smălțuit în interior și la buză. Ornamentele sunt realizate cu coloranți naturali. Uscarea vasului s-a făcut treptat, a urmat lustruirea și apoi o ar | Ulcior de formă cilindrică, corp bombat, baza îngustă, gât înalt și buza mărită puțin, cu toartă pe care este aplicat un orificiu prin care se bea. La buză are un ciur găurit pentru a împiedica pătrunderea impurităților și insectelor în vas. În interiorul vasului există o biluță ceramică care are rolul de a curăța pereții vasului (zurgalău). Este decorat cu motive florale și geometrice dispuse simetric pe toată suprafața vasului. Culoarea vasului este dată de folosirea unei angobe albe peste lutul ars (lut extras de pe dealurile Tășnadului). Acest tip de angobare este caracteristic ceramicii de Tășnad care în tradiția populară este denumit „vas cu sită sau pânzat”. Datorită acestei angobe mate, lichidul din vas își păstrează temperatura inițială. Ornamentele sunt de culoare maro, iar la buză și la orificiul situat pe toartă s-a folosit un smalț de culoare verde.                                                                                           | Muzeul Județean, Satu | Cimec    |
|      | Ol de nănaș                              | Datare: 2/4 sec. XX Descoperit: jud. SATU MARE, CIG Dimensiuni: Î: 31,6 cm Material: Vas ceramic realizat din lut frământat și prelucrat la roata olarului, angobat, nesmălțuit în exterior și smălțuit în interior și la buză. Ornamentele sunt realizate cu coloranți naturali. Uscarea vasului s-a făcut treptat, a urmat lustruirea și apoi o ar                 | Ulcior de formă cilindrică, corp bombat, baza îngustă, gât înalt și buza mărită puțin, cu toartă pe care este aplicat un orificiu prin care se bea. La buză are un ciur găurit pentru a împiedica pătrunderea impurităților și insectelor în vas. În interiorul vasului există o biluță ceramică care are rolul de a curăța pereții vasului (zurgalău). Este decorat cu motive florale și geometrice dispuse simetric pe toată suprafața vasului. Culoarea vasului este dată de folosirea unei angobe albe peste lutul ars (lut extras de pe dealurile Tășnadului). Acest tip de angobare este caracteristic ceramicii de Tășnad care în tradiția populară este denumit „vas cu sită sau pânzat”. Datorită acestei angobe mate, lichidul din vas își păstrează temperatura inițială. Ornamentele sunt de culoare maro, iar la buză și la orificiul situat pe toartă s-a folosit un smalț de culoare verde. Vasul este legat cu sârmă până la nivelul gâtului pentru a-i conferi o rezistență mărită. | Muzeul Județean, Satu | Cimec    |
|      | Ol de nănaș                              | Datare: 2/4 sec. XX Descoperit: jud. SATU MARE, TĂȘNAD Dimensiuni: Î: 24 cm Material: Vas ceramic realizat din lut frământat și prelucrat la roata olarului, angobat, nesmălțuit în exterior și smălțuit în interior și la buză. Ornamentele sunt realizate cu coloranți naturali. Uscarea vasului s-a făcut treptat, a urmat lustruirea și apoi o ar                | Ulcior de formă cilindrică, corp bombat, baza îngustă, gât înalt și buza mărită puțin, cu toartă pe care este aplicat un orificiu prin care se bea. La buză are un ciur găurit pentru a împiedica pătrunderea impurităților și insectelor în vas. În interiorul vasului există o biluță ceramică care are rolul de a curăța pereții vasului (zurgalău). Este decorat cu motive florale și geometrice dispuse simetric pe toată suprafața vasului. Culoarea vasului este dată de folosirea unei angobe albe peste lutul ars (lut extras de pe dealurile Tășnadului). Acest tip de angobare este caracteristic ceramicii de Tășnad care în tradiția populară este denumit „vas cu sită sau pânzat”. Datorită acestei angobe mate, lichidul din vas își păstrează temperatura inițială. Ornamentele sunt de culoare maro, iar la buză și la orificiul situat pe toartă s-a folosit un smalț de culoare verde. Vasul este puțin ciobit la buză.                                                          | Muzeul Județean, Satu | Cimec    |
|      | Ol                                       | Datare: 1/2 sec. XX Descoperit: jud. SATU MARE, TĂȘNAD Dimensiuni: Î: 34 cm Material: Vas ceramic realizat din lut frământat și prelucrat la roata olarului, angobat, nesmălțuit. Ornamentele sunt realizate cu coloranți naturali cu pensula. Uscarea vasului s-a făcut treptat, a urmat lustruirea și apoi o ardere oxidantă în cuptor timp de 24                  | Vas ceramic de formă cilindrică, corp bombat, baza îngustă, gât înalt și 2 buze mărite puțin, cu toartă. Este decorat cu motive florale, circulare, liniare și geometrice stilizate dispuse simetric în partea superioară a vasului. Culoarea vasului este dată de materialul folosit pentru angobare iar ornamentele sunt realizate în două nuanțe de maro. Angobarea caracteristică a ceramicii de Tășnad este specifică doar acestui centru, fiind unicat în centrele ceramice limitrofe. | Muzeul Județean, Satu | Cimec    |
|      | Ol                                       | Datare: 1/2 sec. XX Descoperit: jud. SATU MARE, TĂȘNAD Dimensiuni: Î: 31 cm Material: Vas ceramic realizat din lut frământat și prelucrat la roata olarului, angobat, nesmălțuit. Ornamentele sunt realizate cu coloranți naturali cu pensula. Uscarea vasului s-a făcut treptat, a urmat lustruirea și apoi o ardere oxidantă în cuptor timp de 24                  | Vas ceramic de formă cilindrică, corp bombat, baza îngustă, gât înalt și 2 buze mărite puțin, una dintre ele fiind prevăzută cu mai multe orificii, și cu toartă. Este decorat cu motive florale, circulare, liniare și geometrice stilizate dispuse simetric în partea superioară a vasului. Culoarea vasului este dată de materialul folosit pentru angobare, aceata oferindu-i în același timp și o izolare termică foarte bună. Ornamentele sunt realizate în două nuanțe de maro. Angobarea caracteristică a ceramicii de Tășnad este specifică doar acestui centru, fiind unicat în centrele ceramice limitrofe. | Muzeul Județean, Satu | Cimec    |
|      | Ol de nănaș                              | Datare: 1/2 sec. XX Descoperit: jud. SATU MARE, TĂȘNAD Dimensiuni: Î: 38 cm Material: Vas ceramic realizat din lut frământat și prelucrat la roata olarului, angobat, nesmălțuit în exterior și smălțuit în interior și la buză. Ornamentele sunt realizate cu coloranți naturali. Uscarea vasului s-a făcut treptat, a urmat lustruirea și apoi o ar                | Ulcior de formă cilindrică, corp bombat, baza îngustă, gât înalt și buza mărită puțin în formă de rozetă, cu toartă pe care este aplicat un orificiu prin care se bea. La buză are un ciur găurit pentru a împiedica pătrunderea impurităților și insectelor în vas. În interiorul vasului există o biluță ceramică care are rolul de a curăța pereții vasului (zurgalău). Este decorat cu motive florale, circulare, liniare, geometrice și fitomorfe (o pasăre) stilizate, dispuse simetric pe toată suprafața vasului. Culoarea vasului este dată de folosirea unei angobe albe peste lutul ars (lut extras de pe dealurile Tășnadului). Acest tip de angobare este caracteristic ceramicii de Tășnad care în tradiția populară este denumit „vas cu sită sau pânzat”. Datorită acestei angobe mate, lichidul din vas își păstrează temperatura inițială. Ornamentele sunt de culoare maro, iar la buză și la orificiul situat pe toartă s-a folosit un smalț de culoare verde.                   | Muzeul Județean, Satu | Cimec    |
|      | Cahlă Autor: Máriusi, Gergely            | Datare: sf. sec. XIX Descoperit: jud. SATU MARE, com. CĂMĂRZANA Dimensiuni: Grosime: 5 cm Material: lut; smalț; modelat în tipar; smălțuit; ardere oxidantă | Cahlă smălțuită verde, ornamentată cu motive fitomorfe, florale, geometrice. Decorul central este marcat de o bordură. Compoziție florală compusă din opt lalele dispuse simetric, legate între ele cu tulpini și frunze. La mijloc dispuse simetric complexul heraldic soare și lună. Pe latura mică avem jumate din motivul părții centrale, iar pe latura teșită un motiv floral și vegetal stilizat. | Muzeul Județean, Satu | Cimec    |
|      | Cahlă Autor: Tihanyi Albert              | Datare: 1905 Descoperit: jud. SATU MARE, com. CĂMĂRZANA Dimensiuni: Grosime: 7 cm Material: lut; smalț; modelat în tipar; smălțuit; ardere oxidantă | Cahlă de colț, smălțuită verde, ornamentată cu motive fitomorfe, florale, geometrice. Decorul central este marcat de o bordură realizată cu motive geometrice X, bordura de pe latura mică este de tip solzi de pește, pe colț este decorată cu un stâlp grecesc. Compoziția centrală este dispusă simetric pe o axă, motivul central: sfeșnic stilizat, încadrat de motive florale (lalea) și vegetale (frunze). În partea inferioară a decorului se află datarea 1905 și inițialele TA, iar în partea superioară motivul solar stilizat, dispus simetric. | Muzeul Județean, Satu | Cimec    |
|      | Cahlă Autor: Borobas                     | Datare: 1/2 sec. XVIII Descoperit: jud. SATU MARE, com. CĂMĂRZANA Dimensiuni: Grosime: 4 cm Material: lut; smalț; modelat în tipar; smălțuit; ardere oxidantă | Cahlă smălțuită verde, ornamentată cu motive fitomorfe, florale și stelar stilizate. Compoziția centrală este realizată prin așezarea elementelor decorative (flori, petale, ramuri) radiar în două cercuri concentrice. | Muzeul Județean, Satu | Cimec    |
|      | Cahlă                                    | Datare: începutul sec. XVIII Descoperit: jud. SATU MARE, com. CĂMĂRZANA Dimensiuni: Grosime: 9,5 cm Material: lut; smalț; modelat în tipar; smălțuit; ardere oxidantă | Cahlă de colț, smălțuită verde, ornamentată cu motive fitomorfe, florale, geometrice. Decorul central este marcat de o bordură realizată cu motive geometrice. Compoziția centrală este dispusă simetric pe o axă, motivul central floral - lalea așezată central într-o vază, totul încadrat de motive florale și vegetale - flori și frunze. Pe latura mică decorul este realizat cu ajutorul motivelor de pe latura mare, motive vegetale. În partea de mijloc a decorului se află inițialele BI. | Muzeul Județean, Satu | Cimec    |
|      | Cahlă Autor: Syodos Istvan               | Datare: 1/2 sec. XVIII Descoperit: jud. SATU MARE, com. CĂMĂRZANA Dimensiuni: Grosime: 4 cm Material: lut; smalț; modelat în tipar; smălțuit; ardere oxidantă | Cahlă smălțuită verde, ornamentată cu motive fitomorfe, florale, geometrice. Decorul central este marcat de o bordură realizată cu motive geometrice. Compoziția centrală este dispusă în patru registre, registrele superioare au decorul similar - floare stilizată așezată central într-o vază, casetele din partea inferioară conțin de asemenea decor similar, floral și vegetal. | Muzeul Județean, Satu | Cimec    |
|      | Cahlă Autor: Muller, Josef               | Datare: 1877 Descoperit: jud. SATU MARE, com. CĂMĂRZANA Dimensiuni: Grosime: 4,5 cm Material: lut; smalț; modelat în tipar; smălțuit; ardere oxidantă | Cahlă smălțuită verde, ornamentată cu motive fitomorfe, florale, geometrice. Decorul central este marcat de o bordură realizată cu motive geometrice X. Compoziție florală dispusă simetric pe o axă, motivul floral central este așezat într-o cupă cu talpă. În partea inferioară a decorului se află datarea 1877, iar în partea superioară inițialele MJ. | Muzeul Județean, Satu | Cimec    |
|      | Cahlă Autor: Fazekas Mihaly              | Datare: 1890 Descoperit: jud. SATU MARE, com. CĂMĂRZANA Dimensiuni: Grosime: 6,5 cm Material: lut; smalț; modelat în tipar; smălțuit; ardere oxidantă | Cahlă de colț, smălțuită verde, ornamentată cu motive fitomorfe, florale, geometrice, avimorfe și motiv solar. Decorul central este marcat de o bordură lineară. Compoziția centrală este dispusă simetric pe o axă, motivul central floral - lalea așezată central într-o vază, totul încadrat de motive florale și vegetale - flori și frunze și de motivul avimorf - pasărea și motivul solar. Pe latura mică decorul este realizat cu ajutorul motivelor vegetale. În partea de mijloc a decorului se află datarea 1890. | Muzeul Județean, Satu | Cimec    |
|      | Cahlă                                    | Datare: 2/2 sec. XIX Descoperit: jud. SATU MARE, com. CĂMĂRZANA Dimensiuni: Grosime: 4,5 cm Material: lut; smalț; modelat în tipar; smălțuit; ardere oxidantă | Cahlă smălțuită verde, ornamentată cu motive fitomorfe, florale, geometrice, avimorfe. Decorul central este marcat de o bordură lineară. Compoziția centrală este dispusă simetric pe o axă, motivul central floral - lalea așezată central într-o vază, totul încadrat de motive florale și vegetale - flori și frunze și de motivul avimorf - pasărea. | Muzeul Județean, Satu | Cimec    |
|      | Cahlă Autor: Tihanyi Albert              | Datare: 2/2 sec. XIX Descoperit: jud. SATU MARE, com. CĂMĂRZANA Dimensiuni: Grosime: 4,5 cm Material: lut; smalț; modelat în tipar; smălțuit; ardere oxidantă | Cahlă smălțuită verde, ornamentată cu motive fitomorfe, florale, geometrice, avimorfe. Decorul central este marcat de o bordură cu motivul solzi de pește. Compoziția centrală este dispusă simetric pe o axă, motivul central floral - lalea așezată central într-o vază, totul încadrat de motive florale și vegetale - flori și frunze și de motivul avimorf - pasărea. În partea inferioară a decorului se află inițialele T.A. | Muzeul Județean, Satu | Cimec    |
|      | Cahlă                                    | Datare: 2/2 sec. XIX Descoperit: jud. SATU MARE, com. CĂMĂRZANA Dimensiuni: Grosime: 4,5 cm Material: lut; smalț; modelat în tipar; smălțuit; ardere oxidantă | Cahlă smălțuită verde, pătrată, ornamentată cu motive fitomorfe, florale, astrale și religioase. Decorul este dispus pe patru axe simetrice, motive florale stilizate - lalele. | Muzeul Județean, Satu | Cimec    |
|      | Păretar                                  | Datare: 1930 Descoperit: jud. SATU MARE, com. PETREȘTI Material: pânză industrială; ață; brodat în cruci; cusut | Peretar realizat din pânză, formă dreptunghiulară, central este poziționată inscripția în limba germană pe fondul alb: broderie în cruce realizată cu ață de culoare albastră, cu bordură cusută. Datat 1930; inițialele S.K. și A.Sch. | Muzeul Județean, Satu | Cimec    |
|      | Teasc de struguri Autor: Vitalyos Istvan | Datare: a doua jum. a sec. al XVIII Descoperit: jud. Satu Mare, com. Halmeu, Băbești Dimensiuni: Î: 295 cm Material: lemn de stejar și gorun; tăiat, strunjit, cioplit cu barda și gravat | Format dintr-un schelet din grinzi masive de lemn; suport două grinzi longitudinale, două transversale; stâlp fixat la sol, crăcană (furcă) având la capăt o punte (broască) fixată în cepi mari de lemn; șurub vertical. | Muzeul Județean, Satu | Cimec    |
|      | Ladă de haine                            | Datare: 1849 Descoperit: jud. Satu Mare, com. Bogdand, Babța Dimensiuni: Î: 40 Material: Confecționat din lemn de brad în atelier de tâmplar, pictat | Lada este de formă dreptunghiulară confecționată din lemn de brad. Pe fața lăzii, motivul central gravat în formă de scoică simetrică, iar în stânga și dreapta ei într-un chenar gravat o compoziție florală și vegetală pictată în culorile: roșu, albastru, verde, alb pe un fond crem. În interiorul capacului se află o compoziție florală pe fond crem, în partea centrală inclus într-o coroniță din frunze verzi se află marcată datarea lăzii (1849), iar pe margini compoziție florală și vegetală cu frunze de acant și flori de culoare ocru, crem și maro-verzui. | Muzeul Județean, Satu | Cimec    |
|      | Ladă de haine                            | Datare: 1866 Descoperit: jud. Satu Mare, com. Urziceni, Urziceni Dimensiuni: Î: 69 Material: Confecționat din lemn de brad în atelier de tâmplar, pictat | Lada este de formă dreptunghiulară confecționată din lemn de brad. Pe fața lăzii pe un fond băițuit, marcate în trei casete se află un ornament decorativ cu forme geometrice și vegetale stilizate în culorile: galben-ocru, roșu, albastru, alb și verde intens. Pe soclul traforat, pe un fond de baiț maroniu, la margini există câte un ornament geometric stilizat, iar în partea centrală a soclului se găsește inscripția: „ANNO 1866” scrisă cu roșu pe un fond alb în formă dreptunghiulară. | Muzeul Județean, Satu | Cimec    |
|      | Ladă de zestre                           | Datare: Sf.sec. XIX Material: lemn; fag; metal; cep | | Muzeul Județean, Satu | Cimec    |
|      | Ladă de zestre                           | Datare: Sf.sec. XIX | | Muzeul Județean, Satu | Cimec    |
|      | Ladă de zestre                           | Datare: Sf. sec. XIX Material: lemn; fag; metal; cep | Formă dreptunghiulară; motive geometrice; cruce în x; romb; triunghi; linii paralele; motivul pomului; decor realizat prin gravare cu dalta și horjare; culoarea naturală a lemnului. | Muzeul Județean, Satu | Cimec    |
|      | Ladă de zestre                           | Datare: 1812 Material: lemn brad; coloranți | Formă paralelipipedică; pictată, cromatică roșu, ocru, verde, negru; decor floral și vegetal; datare pe porțiunea soclului 1812; fațada pictată este împărțită în trei aplici separate cuprinse într-un sistem de rame. | Muzeul Județean, Satu | Cimec    |
|      | Ladă de zestre                           | Datare: Începutul sec. XIX Material: lemn; coloranți | Formă paralelipipedică; partea frontală pictată în cinci registre; decor floral și vegetal stilizat; alternanță cromatică, maro, galben, roșu, alb, feroneria executată în ateliere de căucie din zonă. | Muzeul Județean, Satu | Cimec    |
|      | Moară cu piatră                          | Datare: Sf. sec. XIX Material: lemn; fier | Pe un suport de stejar cu patru picioare sunt așezate două pietre de moară, acționate de două roți dințate cu transpunere de pe orizontală pe vertical, prevăzute cu două mânere metalice, elemente componente 44 stejar, 7 brad. | Muzeul Județean, Satu | Cimec    |
|      | Ladă de mireasă                          | Datare: Sf. sec. XIX Material: lemn de fag | Ladă de Băița, fag îmbinat prin nut și feder, horjat, gravat cu motive în formă de X, pomul vieții, flori stilizate, rozete în cercuri concentrice. | Muzeul Județean, Satu | Cimec    |
|      | Masă de bucătărie                        | Datare: Sf. sec. XIX Material: lemn de fag | Tăiat, cioplit cu barda, gravat cu horjul și cu dalta. Ornamentat cu motive în X, rozetă și cercuri concentrice. | Muzeul Județean, Satu | Cimec    |
|      | Teasc                                    | Datare: Începutul sec. XX Material: lemn de stejar | Confecționat în totalitate din lemn de stejar, cioplit, tăiat manual cu îmbinări în cep-uluc și cu îmbinări tâmplărești. Baza este un trunchi gros cu patru picioare. Elementele componente sunt din 15 bucăți + 6 scânduri care formează coșul presei. | Muzeul Județean, Satu | Cimec    |
|      | Masă cu ladă                             | Datare: Prima jumătate a sec. XX Material: lemn de fag | Lemn de fag de formă dreptunghiulară cioplită cu toporul, barda și mezdreaua. Are 4 picioare groase, o ladă și o tăblie mobilă. | Muzeul Județean, Satu | Cimec    |
|      | Scaun cu spătar                          | Datare: Înc. sec. XX Material: lemn de fag | Lemn de fag, cioplit cu barda, mezdreaua și fierăstrăul, șezut trapezoidar spătarul mobil, prins cu două cepuri. Este traforat, având un motiv care sugerează o carte deschisă. | Muzeul Județean, Satu | Cimec    |
|      | Scaun cu spătar                          | Datare: Începutul sec. XX Material: lemn de fag | Lemn de stejar, cioplit cu barda, traforat cu fierăstrăul și cu sfredelul, șezut oval, spătarul mobil, prins cu pene, are un traforeu geometric cu forme nedefinite concret. | Muzeul Județean, Satu | Cimec    |
|      | Scaun cu spătar                          | Datare: Începutul sec. XX Material: lemn de fag | Lemn de fag tăiat cioplit cu barda, tăiat cu fierăstrăul. Spătarul în formă de clepsidră care la partea superioară are un traforeu în formă de triunghi, iar deasupra încrestat în zimți. | Muzeul Județean, Satu | Cimec    |
|      | Scaun cu spătar                          | Datare: Sf. sec. XIX Material: lemn de fag | Tăiat, cioplit cu barda și toporul, șezutul trapezoidal cu marginile din față teșite, pe șezut se află zgâriată o rozetă, spătarul de formă semiovală traforată prin găuri îmburghiate și cu fierăstrăul, spătarul este prins în șezut printr-un cep. | Muzeul Județean, Satu | Cimec    |
|      | Ladă de zestre                           | Datare: Începutul sec. XX Material: lemn de fag | Confecționat din lemn de fag îmbinat din nut și feder și îmbinări tâmplărești prinse cu cepuri de lemn, cioplit și tăiat cu mezdreaua, ravat cu horjul și cu dalta având motive în X, cercuri, sferturi de cercuri concentrice, motivul pomului, linii paralele, triunghiuri și V-uri. | Muzeul Județean, Satu | Cimec    |
|      | Scaun cu spătar                          | Datare: Începutul sec. XX Material: lemn de fag | Cioplit cu barda, șezut trapezoidal cu 4 picioare rotunde, spătarul este prins icul și traforat geometric, fără încrustături. | Muzeul Județean, Satu | Cimec    |
|      | Arhanghelul Mihail                       | Datare: 1800 Material: sticlă; foiță de aur; lemn | Pictură pe sticlă de glăjărie, cu tempera, tuș și foiță de aur, inscripție cu caractere chirilice (Arhanghelul Mihail) și datare 1800 (pe partea din față). | Muzeul Județean, Satu | Cimec    |

## Fond
| Foto | Informații generale                   | Detalii tehnice | Descriere | Deținător             | Legături |
| ---- | ------------------------------------- | --- | --- | --------------------- | -------- |
|      | Oală - Cană de purtat mâncarea        | Datare: început sec. XX Dimensiuni: Dg: 7; Db: 7,7; Î: 37 Material: lut, angobă, pigmenți, frământat prin călcare; modelat la roată; angobare; smălțuire; decorat cu pensula | | Muzeul Județean, Satu | Cimec    |
|      | Ol de apă                             | Dimensiuni: Dg: 6; Db: 14; Î: 41 Material: lut, angobă, pigmenți, frământat prin călcare; modelat la roată; angobare; smălțuire; decorat cu pensula | | Muzeul Județean, Satu | Cimec    |
|      | Oală pentru sarmale                   | Datare: 1945 Material: Lut; frământat prin călcare; modelat la roată; decorat | | Muzeul Județean, Satu | Cimec    |
|      | Oală de sarmale                       | Datare: încep. sec. XX Dimensiuni: Dg: 22; Db: 15; Î: 35 Material: Lut; frământat prin călcare; modelat la roată; decorat | | Muzeul Județean, Satu | Cimec    |
|      | Ol de nănaș                           | Datare: mijloc secol XX Dimensiuni: Dg: 6; Db: 10; Î: 24 Material: lut, angobă, smalț, pigmenți naturali, frământare, modelare, ardere, colorat; pensula; cornul olarului | | Muzeul Județean, Satu | Cimec    |
|      | Ol de nănaș                           | Datare: prima jumătate a sec XX Dimensiuni: Db: 10; Î: 27 Material: lut, angobă, smalț, pigmenți naturali, frământare, modelare, ardere, colorat pensula; cornul olarului | | Muzeul Județean, Satu | Cimec    |
|      | Ol cu brâie                           | Datare: prima jumătate a sec XX Dimensiuni: Dg: 6; Db: 15,5; Î: 40 Material: lut, angobă, pigmenți, frământat prin călcare; modelat la roată; angobare; smălțuire; decorat cu pensula | | Muzeul Județean, Satu | Cimec    |
|      | Oală cu țâță                          | Datare: începutul secolului XX Dimensiuni: Dg: 12; Db: 12; Î: 32 Material: lut, angobă, smalț, pigmenți naturali, frământare, modelare, ardere, colorat și decorat cu pensula | | Muzeul Județean, Satu | Cimec    |
|      | Cămașă femeiască Autor: Chiș Veronica | Datare: 1/2 sec. XX Descoperit: jud. SATU MARE, com. CEHAL, CEHAL Material: Pânză albă de bumbac țesută la război, țesut, croit | Cămașă femeiască realizată din pânză de bumbac țesut în război. Este o cămașă fără poale, închisă în față la gât cu un nasture. Mânecile sunt largi și prinse în manșete închise cu un nasture. Decorul este dispus la guler, la umăr și pe mâneci: Motive geometrice și florale, broderie realizată manual peste pânză și dantelă realizată manual aplicată la mâneci. Cromatica: roșu și negru, albastru, galben și verde. | Muzeul Județean, Satu | Cimec    |
|      | Abros Autor: Nagyk Julyska            | Datare: 1919 Descoperit: jud. SATU MARE, com. BOGDAND, BOGDAND Material: Pânză albă de bumbac țesută la război, dantelă croșetată și franjuri, broderie în cruce | Față de masă realizată din pânză de bumbac țesut în război. De formă dreptunghiulară, cu decor amplasat simetric la extremități și în centru. Culoarea feței de masă este albă, cu motive florale și geometrice de culoare roșie. La toate capetele are broderie realizată manual și terminată cu franjuri. | Muzeul Județean, Satu | Cimec    |
|      | Abros Autor: Pop Veronica             | Datare: 1/2 sec. XX Descoperit: jud. SATU MARE, com. BOGDAND, BABȚA Material: Pânză albă de bumbac țesută la război, franjuri, broderie în cruce | Față de masă realizată din pânză de bumbac țesut în război. De formă dreptunghiulară, aproape pătrată, cu decor amplasat simetric în cinci rânduri. La capete decorul este mai bogat. Culoarea feței de masă este albă, cu motive florale și geometrice de culoare roșie și neagră. La toate capetele are franjuri. | Muzeul Județean, Satu | Cimec    |
|      | Pindileu                              | Datare: 1/2 sec. XX Descoperit: jud. SATU MARE, TĂȘNAD Material: Pânză albă de bumbac țesută la război, țesut, croit | Fustă femeiască realizată din pânză de bumbac țesut în război. Este o fustă foarte largă, încrețită în talie și atașată prin coasere o bandă lată de 7 cm care se închide în față cu un șiret, fusta este apoi acoperită de un șorț. Motive geometrice realizate manual peste pânză situate în partea superioară a fustei. Cromatica: roșu și negru, albastru. | Muzeul Județean, Satu | Cimec    |
|      | Cămașă femeiască Autor: Mureșan Maria | Datare: 1/2 sec. XX Descoperit: jud. SATU MARE, com. CEHAL, CEHAL Material: Pânză albă de bumbac țesută la război, țesut, croit | Cămașă femeiască realizată din pânză de bumbac țesut în război. Este o cămașă fără poale, cu platcă, închisă în față la piept cu trei nasturi. Mânecile sunt largi și prinse în manșete legate cu șnur. Decorul este dispus pe platcă (piept și spate) și pe mâneci: motive geometrice (X) și florale, broderie realizată manual peste pânză și dantelă realizată manual și aplicată în jurul plătcii și la mâneci. Cromatica: roșu - roz, albastru, portocaliu, verde, violet. | Muzeul Județean, Satu | Cimec    |
|      | Pindileu Autor: Ciordaș Ileana        | Datare: 1/2 sec. XX Descoperit: jud. SATU MARE, com. CEHAL, CEHAL Material: Pânză albă de bumbac țesută la război, țesut, croit | Fustă femeiască realizată din pânză de bumbac țesut în război. Este o fustă foarte largă, încrețită în talie și atașată prin coasere o bandă lată de 4 cm care se închide în față cu un șiret, fusta este apoi acoperită de un șorț. Motive geometrice realizate manual peste pânză situate în partea superioară a fustei și în partea inferioară colțișori brodați manual încheiați în culoarea albastru. Cromatica: alb și albastru. | Muzeul Județean, Satu | Cimec    |
|      | Șorț femeiesc Autor: Rebeleș Veronica | Datare: 1/2 sec. XX Descoperit: jud. SATU MARE, com. CEHAL, CEHAL Material: Pânză neagră industrială | Zadie femeiască realizată din pânză neagră industrială, încrețită în partea superioară cu trei șiruri de decorații dispuse vertical și un șir orizontal la brâu. Motive geometrice cu o cromatică alb roșu, galben, verde, albastru. | Muzeul Județean, Satu | Cimec    |
|      | Oală de sarmale                       | Datare: 1/2 sec. XX Descoperit: jud. SATU MARE, TĂȘNAD Dimensiuni: Î: 25 cm Material: Vas ceramic realizat din lut frământat prin călcare și prelucrat la roata olarului, nesmălțuit, cu două torți. | Vas ceramic de formă cilindrică, corp bombat, baza ușor îngustată și gura largă. Culoarea vasului este dată de culoarea naturală a lutului folosit (lut extras de pe dealurile Tășnadului), singurul ornament fiind un brâu realizat prin incizare, situat la gâtul vasului. Vasul are o crăpătură mică la nivelul buzei, crăpătură existentă încă din timpul procesului de prelucrare și modelare. | Muzeul Județean, Satu | Cimec    |
|      | Ulcea de magiun                       | Datare: 1/2 sec. XX Descoperit: jud. SATU MARE, TĂȘNAD Dimensiuni: Î: 17,5 cm Material: Vas ceramic realizat din lut frământat prin călcare și prelucrat la roata olarului, nesmălțuit în exterior și smălțuit în interior, prevăzut cu o toartă. | Vas ceramic de formă cilindrică, corp bombat, baza îngustă și gura largă. Culoarea vasului este dată de culoarea naturală a lutului folosit (lut extras de pe dealurile Tășnadului), singurul ornament al vasului este o linie groasă circulară de culoare crem situată la gâtul vasului. | Muzeul Județean, Satu | Cimec    |
|      | Urcior                                | Datare: 2/4 sec. XX Descoperit: jud. SATU MARE, TĂȘNAD Dimensiuni: Î: 26 cm Material: Vas ceramic realizat din lut frământat prin călcare și prelucrat la roata olarului, smălțuit. Ornamentele sunt realizate cu coloranți naturali prin stropire.                                                                                                   | Vas ceramic de formă tradițională cilindrică, corp bombat, baza îngustă, gât înalt și prevăzut cu o toartă. Pe fondul cărămiziu și crem în partea superioară sunt stropite pete de diferite culori: verde, galben, maro. Vasul este atipic ceramicii de Tășnad, deoarece smălțuirea lui nu este caracteristică pentru meșteșugarii din localitate. | Muzeul Județean, Satu | Cimec    |
|      | Ol de nănaș                           | Datare: 1/2 sec. XX Descoperit: jud. SATU MARE, TĂȘNAD Dimensiuni: Î: 38 cm Material: Vas ceramic realizat din lut frământat și prelucrat la roata olarului, angobat, nesmălțuit în exterior și smălțuit în interior și la buză. Ornamentele sunt realizate cu coloranți naturali. Uscarea vasului s-a făcut treptat, a urmat lustruirea și apoi o ar | Ulcior de formă cilindrică, corp bombat, baza îngustă, gât înalt și buza mărită puțin, cu toartă pe care este aplicat un orificiu prin care se bea. La buză are un ciur găurit pentru a împiedica pătrunderea impurităților și insectelor în vas. În interiorul vasului există o biluță ceramică care are rolul de a curăța pereții vasului (zurgalău). Este decorat cu motive florale, circulare, liniare, geometrice și fitomorfe (o pasăre) stilizate dispuse simetric pe toată suprafața vasului. Culoarea vasului este dată de folosirea unei angobe albe peste lutul ars (lut extras de pe dealurile Tășnadului). Acest tip de angobare este caracteristic ceramicii de Tășnad care în tradiția populară este denumit „vas cu sită sau pânzat. Datorită acestei angobe mate, lichidul din vas își păstrează temperatura inițială”. Ornamentele sunt de culoare maro, iar la buză și la orificiul situat pe toartă s-a folosit un smalț de culoare verde. | Muzeul Județean, Satu | Cimec    |
|      | Epitrahil                             | Datare: 1/2 sec. XX Descoperit: jud. SATU MARE, SATU MARE Material: brocart; fir metalic; cusut; aplicații | Epitrahil (patrafir) face parte dintr-un ansamblu de straie preoțești compus din cinci piese: un felon - veșmânt liturgic specific cultului ortodox, un brâu și două mânecuțe. Este format din două benzi late cusute laolaltă, realizat din țesătură brocart cu fire metalice aurii, aplicații cu pasmanterie realizată tot din fire metalice, ornamentica țesăturii suport este predominant vegetală și florală - palmete și flori. Culoare maron. | Muzeul Județean, Satu | Cimec    |
|      | Brâu                                  | Datare: 1/2 sec. XX Descoperit: jud. SATU MARE, SATU MARE Material: brocart; fir metalic; cusut; aplicații | Brâu preoțesc face parte dintr-un ansamblu de straie preoțești compus din cinci piese: un felon - veșmânt liturgic specific cultului ortodox, un epitrahil și două mânecuțe. Este realizat din țesătură brocart cu fire metetalice aurii, aplicații cu pasmanterie realizată tot din fire metalice, ornamentica țesăturii suport este predominant vegetală și florală - palmete și flori. Culoare maron. | Muzeul Județean, Satu | Cimec    |
|      | Mânecuțe                              | Datare: 1/2 sec. XX Descoperit: jud. SATU MARE, SATU MARE Material: brocart; fir metalic; cusut; aplicații | Mânecuțe (2 buc.) fac parte dintr-un ansamblu de straie preoțești compus din cinci piese: un felon - veșmânt liturgic specific cultului ortodox, un epitrahil, un brâu. Sunt realizate din țesătură brocart cu fire metetalice aurii, aplicații cu pasmanterie realizată tot din fire metalice, ornamentica țesăturii suport este predominant vegetală și florală - palmete și flori. Culoare maron. | Muzeul Județean, Satu | Cimec    |
|      | Felon                                 | Datare: 1/2 sec. XX Descoperit: jud. SATU MARE, SATU MARE Material: brocart; fir metalic; cusut; aplicații | Felonul face parte dintr-un ansamblu de straie preoțești compus din cinci piese: un felon - veșmânt liturgic specific cultului ortodox, epitrahil, un brâu și două mânecuțe. Este realizat din țesătură brocart cu fire metetalice aurii, aplicații cu pasmanterie realizată tot din fire metalice, ornamentica țesăturii suport este predominant vegetală și florală - palmete și flori. Culoare maron. | Muzeul Județean, Satu | Cimec    |
|      | Binecuvântarea cununiei               | Datare: 2/2 sec. XIX Descoperit: jud. SATU MARE, com. VIILE SATU MARE, TĂTĂREȘTI Dimensiuni: Ramă lemn: L: 42 cm; La: 33 cm; Gr: 0,8 cm Material: icoană pe sticlă, înfoliată cu argint, foiță de aur, vopsită în culori tempera, șlefuire pe alocuri                                                                                                 | Icoană pe sticlă, înfoliată cu foiță de argint și aur, este ornată prin gravare, sablare, pictată cu tempera, reprezentând o cunună boltită din șase flori colorate în roșu, galben, negru, verde și violaceu. În partea centrală, în fundal este oglindită o imagine de altar, cu un triptic reprezentând binecuvântarea unei cununii, pictată în tempera; cromatică roșu, galben, negru, verde, maro, albastru, violet și gri. În partea inferioară a icoanei, apare inscripționat cuvântul: Vermahlung (Cununie). Această icoană a fost găsită într-o casă șvăbească părăsită în comuna Necopoi. | Muzeul Județean, Satu | Cimec    |
|      | Masă pictată                          | Datare: 1/2 sec. XX Descoperit: jud. Satu Mare, Satu Mare Dimensiuni: Î: 83 Material: Lemn de brad confecționat în atelier meșteșugăresc local. Pictat | Este de formă dreptunghiulară, este prevăzut cu două picioare traforate platuite în formă de X și legate între ele cu un lonjeron. Fondul mesei este de culoare roșie cu motive florale și vegetale, pe suprafața blatului și pe picioare. Compoziția florală este centrală pe axa mesei, iar la margini are un chenar floral și vegetal de culoare: albastru, alb, galben, roz, roșu, cu câte o floare (margaretă) de culoare albă în colțuri. | Muzeul Județean, Satu | Cimec    |
|      | Pat pictat                            | Datare: 1/2 sec. XX Descoperit: jud. Satu Mare, Satu Mare Dimensiuni: Î: 111 Material: Lemn de brad confecționat în atelier meșteșugăresc local. Pictat | Patul se compune din 2 capete puțin diferite, cu coroane traforate. Fondul este de culoare roșie, pictată cu motive florale și vegetale de culoare: galben, albastru, roșu, alb, roz. În partea de căpătâi este traforată o inimioară în stânga și dreapta căreia sunt motive florale – și în partea exterioară și în partea interioară. Motivele florale și vegetale se regăsesc și pe longeroanele laterale. Picioarele sunt octogonale și se termină printr-un cap de buzdugan. | Muzeul Județean, Satu | Cimec    |
|      | Lingurar                              | Datare: 1/4 sec. XX Descoperit: jud. Satu Mare, Satu Mare Dimensiuni: Î: 47 Material: Lemn de brad confecționat în atelier meșteșugăresc local. Pictat | Formă dreptunghiulară, fondul este vopsit în albastru închis, este decorat cu traforeuri florale și vegetale în culorile roșu, verde, albastru și galben. În afara părților traforate mai are grupuri florale pictate în aceeași cromatică. Partea de prindere a lingurilor este dintr-o șipcă cu caneluri pictate cromatic alternativ. | Muzeul Județean, Satu | Cimec    |
|      | Laviță cu spate                       | Datare: 1/4 sec. XX Descoperit: jud. Satu Mare, com. Petrești, Petrești Dimensiuni: Î: 87 Material: Lemn de brad confecționat în atelier meșteșugăresc local. Pictat | Lavița are patru picioare hexagonale, un spătar traforat pe două piciorușe traforate. Lavița este pictată pe fond albastru închis cu motive florale (lalele de culoare roșie) și vegetale stilizate pe partea spătarului. Șezutul este tot albastru închis fără motive florale. | Muzeul Județean, Satu | Cimec    |
|      | Ladă de haine                         | Datare: 1843 Descoperit: jud. Satu Mare, com. Bogdand, Bogdand Dimensiuni: Î: 42 Material: Confecționat din lemn de brad în atelier de tâmplar, pictat | Lada de zestre are fondul de culoare albastru închis. În partea din față are două casete în care sunt pictate ornamente florale și vegetale de culoare roșie, verde, galben, alb care sunt puse într-o vază. În partea centrală între cele două casete este pictat un ornament floral tot pus în vază. Ornamente asemănătoare sunt pe cele două părți lângă casete. Părțile laterale și capacul au același albastru fără ornamente. Partea interioară a capacului deține datarea obiectului (1843), este ornamentat cu pete negre în formă de ramă, iar în cele patru colțuri apare un ornament decorativ în formă de semicerc tot din pete negre. În partea stângă lada este prevăzută cu un sertar pentru acte. | Muzeul Județean, Satu | Cimec    |
|      | Ladă de haine                         | Datare: 1915 Descoperit: jud. Satu Mare, Satu Mare Dimensiuni: Î: 43 Material: Confecționat din lemn de brad în atelier de tâmplar, pictat | Lada este de formă dreptunghiulară confecționată din lemn de brad. Vopsită în culoare albastru închis în porțiunea din față este ornamentată cu o compoziție florală și vegetală. În partea centrală o compoziție în formă de coroniță, iar în stânga și în dreapta ei câte un buchet de flori colorate în: roșu, verde, alb, galben. | Muzeul Județean, Satu | Cimec    |
|      | Pat pictat                            | Datare: 1/2 sec. XX Descoperit: jud. Satu Mare, Satu Mare Dimensiuni: Î: 103 Material: Lemn de brad confecționat în atelier meșteșugăresc local. Pictat | Patul se compune din 2 capete puțin diferite, cu coroane traforate și cu baluștri strunjiți. Fondul este de culoare albă, pictată cu motive florale și vegetale de culoare: galben, albastru, roșu, aur și verde. Motivele florale și vegetale se regăsesc și pe longeroanele laterale. Picioarele sunt pătrate cu capetele asemănătoare cu un picior de animal stilizat. | Muzeul Județean, Satu | Cimec    |
|      | Dulap pictat                          | Datare: 1/2 sec. XX Descoperit: jud. Satu Mare, Satu Mare Dimensiuni: Î: 176 Material: Lemn de brad confecționat în atelier meșteșugăresc local. Pictat | Ușa dulapului are o tăblie traforată, dulapul este prevăzut cu o coroană frezată. Ornamentele pictate apar pe lateralele dulapului, iar ornamentul central floral și vegetal pe tăblia ușii. Pe lezenele dulapului apare un motiv vegetal. Fondul dulapului este de culoare roșie, iar motivele florale și vegetale de culoare: verde, albastru, galben, alb, roz, roșu. Dulapul este împărțit în două părți inegale pe verticală. Partea dreaptă (cea mare) pentru umerașe, iar în partea stângă polițe, de dimensiuni diferite. | Muzeul Județean, Satu | Cimec    |
|      | Cuier pictat cu suport de farfurii    | Datare: 1/2 sec. XX Descoperit: jud. Satu Mare, com. Petrești, Petrești Dimensiuni: Î: 30 Material: Lemn de brad confecționat în atelier meșteșugăresc local. Pictat și traforat | Cuierul are o dublă funcțiune de suport pentru haine și în partea superioară pe trei piciorușe un suport pentru farfurii, cu două caneluri. Are 13 agățători. Fondul cuierului este albastru închis cu ornamente florale și vegetale de culoare roșu, alb și verde. | Muzeul Județean, Satu | Cimec    |
|      | Scaun pictat                          | Datare: 1/2 sec. XX Descoperit: jud. Satu Mare, Satu Mare Dimensiuni: Î: 98 Material: Lemn de brad confecționat în atelier meșteșugăresc local. Pictat. | Scaunul cu spătar are patru picioare octogonale care se însubțiază la capete. Spătarul este fixat de șezut cu ajutorul unui interviu comprehensiv trapezoidal. Șezutul are formă trapezoidală cu colțuri rotunjite. Partea centrală a spătarului are un traforeu în formă de inimă și contorul spătarului traforat este asemănător tot cu o inimă. Atât șezutul cât și spătarul este pictat cu ornamente florale și vegetale de culoare: roșu, galben, verde, alb, albastru, roz. | Muzeul Județean, Satu | Cimec    |